# دریاچه التا، بریتیش کلمبیا
دریاچه التا، بریتیش کلمبیا (به انگلیسی: Alta Lake, British Columbia) یک منطقهٔ مسکونی در کانادا است که در بریتیش کلمبیا واقع شده‌است.